# Sphenarium purpurascens
Sphenarium purpurascens is een rechtvleugelig insect uit de familie Pyrgomorphidae. De wetenschappelijke naam van deze soort is voor het eerst geldig gepubliceerd in 1842 door Charpentier.